# Ostrovy Tučňáků

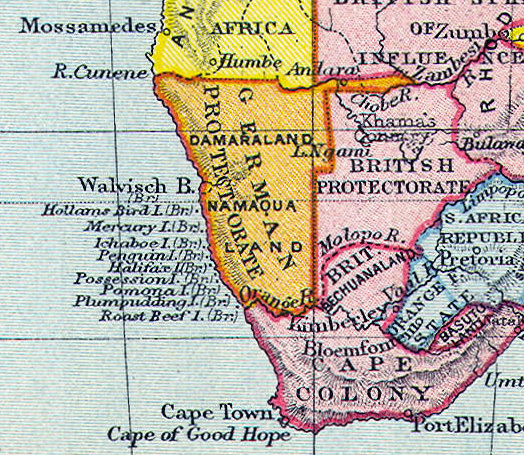
Lokace ostrovů na mapě z roku 1897

Ostrovy Tučnáků (německy Pinguininseln, afrikánsky Pikkewyn-eilande, anglicky Penguin Islands, také se lze setkat s označením Guano Islands) je historické označení několika malých neobydlených ostrůvků a skalisek v jižní části Atlantiku nacházejících při pobřeží Namibie od Velrybí zátoky po ústí řeky Orange. Název roztroušených ostrovů (nikoliv souostroví) je odvozen od výskytu tučnáků brýlových.

## Historie
Ostrovy díky výskytu mořských ptáků bohaté na guano byly evropskými cestovateli navštěvovány od 17. století. Roku 1873 je Spojené království připojilo ke Kapské kolonii. I přes svou malou rozlohu a blízkost pobřeží, se díky tomu nestaly součástí německé jihozápadní Afriky, když po první světové válce získala mandátní správu na bývalou německou kolonií Jihoafrická unie (předchůdce Jihoafrické republiky). Když v roce 1990 získala Jihozápadní Afrika nezávislost jako Namibie, zůstaly ostrovy územím JAR. Po vyjednávání byly nakonec 28. února 1994 ostrovy předány společně s Velrybí zátokou pod namibijskou svrchovanost.

## Seznam ostrovů
- Hollam's Bird Island (24°38′21″ j. š., 14°31′52″ v. d.)
- Mercury Island (25°43′10″ j. š., 14°49′59″ v. d.)
- Ichaboe Island (26°17′20″ j. š., 14°56′12″ v. d.)
- Black Rock (S 26° 5' 0 E 14° 58' 0)
- Staple Rock (S 26° 22' 0 E 14° 58' 0)
- Marshall Reef (S 26° 22' 0 E 14° 58' 0)
- Boat Bay Rocks (S 26° 25' 0 E 15° 5' 0)
- Seal Island, Lüderitz (26°35′45″ j. š., 15°9′22″ v. d.)
- Penguin Island, Lüderitz (26°37′0″ j. š., 15°9′15″ v. d.)
- Halifax Island] (26°39′3″ j. š., 15°4′47″ v. d.)
- North Long Island (26°49′14″ j. š., 15°7′32″ v. d.)
- South Long Island (26°49′57″ j. š., 15°7′41″ v. d.)
- Possession Island (27°0′49″ j. š., 15°11′40″ v. d.)
- Albatross Island (27°7′9″ j. š., 15°14′18″ v. d.)
- Pomona Island (27°11′37″ j. š., 15°15′29″ v. d.)
- Black Rock (S 24° 56' 0 E 14° 48' 0)
- Black Sophie Rock (S 27° 38' 0 E 15° 31' 0)
- Plumpudding Island (27°38′31″ j. š., 15°30′49″ v. d.)
- Sinclair Island (Roast Beef Island) (27°39′56″ j. š., 15°31′13″ v. d.)
- Little Roastbeef Islets (S 27° 42' 0	E 15° 32' 0)